# كيبرينوس
كيبرينوس (Κυπρίνος) هي مدينة في إفروس في مقاطعة فوريا إلادا في اليونان.